# Ричард Вилсон
Ричард Вилсон (1. август 1714 − 15. мај 1782) био је утицајан велшки пејзажни сликар који је радио у Британији и Италији. Заједно са Џорџом Ламбертом, сматра се зачетником енглеског пејзажног сликарства. За разлику од дотадашњег сликања пејзажа које је живописно пресликавало природу, Ричард је у пејзажно сликарство увео емоције и слојеве нејасних значења.
У децембру 1768, Вилсон је постао један од чланова оснивача Краљевске Академије.

## Биографија
Ричард је рођен 1. августа 1714. године у свештеничкој породици у селу Пенегос у Монтгомериширу. 1729. године је отишао у Лондон, где је започео да се бави цртањем портрета као шегрт уметника Томаса Рајта.
Период 1750. до 1757. године Вилсон је провео у Италији и по савету Франческа Зукарелија, постао је пејзажиста. Сликањем најпре у Италији, а затим у Енглеској, постао је један од првих главних зачетника енглеског пејзажног сликарства. У дотадашње сликање, које је пејзаже пресликавало живописно, Ричард је увео емоције. Утицао је на Клода Лорена и холандско пејзажно сликарство.
Умро је 15. маја 1782. године у Енглеској.

## Радови
- Кернарвонски замак (Caernarfon Castle)
- Долбадарнски замак (Dolbadarn Castle)
- Доверски замак (Dover Castle)
- Језеро Авернус са саркофагом (Lake Avernus with a Sarcophagus)
- Водопад Лидфорд, Тависток (Lydford Waterfall, Tavistock)
- Река у Пенегосу (River at Penegoes)
- Башта виле Мадам, Рим (The Garden of the Villa Madama, Rome)
- Долина Мавдах са (планином, прим. прев.) Кадер Идрис (Valley of the Mawddach with Cader Idris)
- Поглед на Тиволи(View at Tivoli)
- Поглед у Виндсор велики парк (View in Windsor Great Park)
- Цилгерански замак (Cilgerran Castle)
- Класични пејзаж, Страда Номентана (Classical Landscape, Strada Nomentana)
- Конвејски замак (Conway Castle)
- Долгелајски мост (Dolgellau Bridge)
- Нијагарини водопади (The Niagara Falls)
- Водопад фонтана, Абер водопади (Pistyll Rhaeadr, Aber Falls)
- Усамљеност или Пејзаж са хермитима (Solitude or Landskip with Hermits)